# التهاب حول الجريبات
التهاب حول الجريبات هو وجود خلايا التهابية في الجلد حول بصيلات الشعر. غالباً ما يتم العثور على التهاب الجريبات المصاحب، أو التهاب بصيلات الشعر نفسها. يمكن أن يكون لها أسباب معدية أو غير معدية.